# Omsk
Omsk je ruski grad i administrativni centar Omske oblasti. Smješten je na jugozapadu Sibira nedaleko od granice s Kazahstanom. Drugi je grad po broju stanovnika u Sibiru, nakon Novosibirska.

## Povijest
Omsk je osnovan za vrijeme ruskog osvajanja Sibira 1716. godine. Sagrađena je tvrđava s ciljem zaštite Rusa od kirgiških nomada. Grad je narastao i u 19. st. postao administrativni centar zapadnog Sibira i sjevernog Kazahstana pod ruskom upravom. U gradu je živjelo mnogo Rusa, Kazaha i Židova, te se grade brojne crkve, džamije i sinagoge. U gradu je u progonstvu živio Fjodor Mihajlovič Dostojevski.
Godine 1890. sagrađena je transsibirska željeznica i to je dovelo do brzog gospodarskog razvoja grada. U Omsku se otvaraju predstavništva brojnih stranih kompanija, te se grad naziva "Chicago Sibira". Nakon Oktobarske revolucije 1917. gradom vladaju carske snage koje se suptrotstavljaju komunistima, tzv. "bijeli". Godine 1918. Omsk je proglašen glavnim gradom dijela Rusije kojim nisu vladali komunisti (sjedište Privremene vlade koju vodi Aleksandar Kolčak). U grad je preseljena ruska središnja banka i carske zalihe zlata. Komunisti su grad zauzeli 1919. Pod sovjetskom vlašću grad stagnira jer komunisti preferiraju grad Novosibirsk koji postaje upravno središte Sibira. Tijekom 2. svj. rata je u Omsk preseljena industrija iz područja pogođenih ratom. Postojali su planovi da Omsk postane privremeni glavni grad Rusije u slučaju pada Moskve. Grad je postao centar vojne industrije koja se u njemu zadržala i nakon rata, te je bio zatvoren za pristup strancima. Nakon što su u Sibiru pronađena nalazišta nafte, u Omsku se grade rafinerije nafte. Nakon pada komunizma 1990. dolazi do gospodarske stagnacije grada.

## Zemljopis
Omsk se nalazi u prostoru ruske stepe na jugu Sibira. Grad je smješten na ušću rijeke Om u rijeku Irtiš. Reljef je nizinski. Klima je kontinentska stepska s velikim temperaturnim razlikama ljeta i zime i vrlo malo padalina. Grad ima malo padalina zbog velike kontinentalnosti (velike udaljenosti od mora).
Omsk je značajno prometno čvorište između željezničkog (transsibirska željeznica), riječnog (rijeka Irtiš) i cestovnog prometa.

## Znamenitosti
U Omsku postoje značajne pravoslavne crkve (Katedrala sv. Nikole, Hram svih svetih, Kazački sabor, Svetouspenski sabor). U gradu postoje brojne neoklasicističke zgrade građene u doba gospodarskog uspona grada krajem 19. st. Postoje i zgrade u stilovima art noveau i empire, te tradicionalne ruske arhitekture. U gradu postoje i brojni muzeji (vojni muzej, regionalni muzej, muzej Dostojevskoga).

## Gradovi prijatelji
- Puchov, Slovačka
- Karlovy Vary, Češka
- Kaifeng, Kina
- Jinju, Južna Koreja
- Petropavl, Kazahstan
- Pavlodar, Kazahstan
- Novosibirsk, Rusija
- Kaliningrad, Rusija
- Čeljabinsk, Rusija
- Milwaukee, SAD
- Ontario, Kanada
- York, Kanada